# DC Breaks
DC Breaks je britské Drum & Bassové duo, které tvoří Dan Havers a Chris Page. Poprvé si dvojice všiml skotský DJ Kid, který duo začal sponzorovat. V roce 2010 podepsali smlouvu s RAM Records, kterou provozuje Drum & Bassový producent Andy C. Jejich první debutové album Different Breed vydalo RAM Record v dubnu 2017.

## Životopis
V roce 2010 podepsali smlouvu s RAM Records, kde v roce 2017 vydali své první debutové album Different Breed.
V květnu 2010 vydali s Viper Recording své první EP, které obsahuje známý singl „Halo“. Jejich skladby jsou použité v kompilaci Andy C Nightlife 4 (2008) a Nightlife 5 (2010) a ve Futurebound kompilaci Acts of Madmen (2009). Duo také účinkovalo v mix show Drum n Bass rádia BBC Radio 1Xtra společně s Crissy Criss a DJ Bailey.
Produkovali také řadu remixů pro umělce jako je Tinie Tempah, I Blame Coco, Paloma Faith, Example, Esmée Denters a Rox.

## Diskografie

### Album
- 2017: Different Breed - RAM Records

### EP a Singly
- 2018: "Infinity VIP / "Underground"
- 2017: "Everybody"
- 2017: "Underground"
- 2016: "Arcade" / "Creeper VIP"
- 2016: "Bambino" / "Bad Flow"
- 2015: "Breathe"
- 2015: "If This Is Love"
- 2015: "Faithless / Gambino VIP"
- 2015: "Sidewinder"
- 2014: "Lock In" / "Shakedown"
- 2013: "Gambino" / "Burning"
- 2013: "Swag" / "Proton"
- 2013: "Shaman" / "Let It Go"
- 2012: "Firez"
- 2012: "Snake Style" (vs. Document One)
- 2011: "Creeper" / "Horror"
- 2011: "The More I Want" / "Take That"
- 2011: "Emperor"
- 2010: "Halo"
- 2009: "Pickett Line" / "Flashback"
- 2009: "Hysteria" / "Circus"
- 2008: "Taken" / "Come Closer"
- 2008: "Romper" / "Mankind"
- 2008: "Do You Believe VIP"
- 2007: "Hear This" / "Cold Thing"
- 2007: "Sicko" / "Soho"
- 2006: "Trust Me" / "El Mariachi"
- 2006: "Emperor" / "Horizon"
- 2006: "Do You Believe" / "Noize Dub"
- 2005: "Que Sera" / "Leave Me"

## Remixy
- Alex Clare: - "Treading Water"
- Bertie Blackman: - "Byrds Of Prey"
- Disaszt: - "Together"
- Eelke Kleijn: - "Mistakes"
- Erik Hassle: - "Hurtful"
- Example: - "Won't Go Quietly"
- Fytch, Captain Crunch & Carmen Forbes: - "Raindrops"
- Hidden Orchestra: - "Vorka"
- Hold Tight: - "Lounge"
- I Blame Coco: - "Spirit Golden"
- Jerome Price: - "Me Minus You"
- JLS: - "The Club Is Alive"
- Jupiter Ace: - "Glowing In The Dark"
- Koven: - "More Than You"
- Loadstar: - "Give It To Me"
- London Grammar: - "Oh Woman Oh Man"
- Melissa Steel feat. Popcaan: - "Kisses for Breakfast"
- Mindflow: - "Switched"
- Misha B: - "Home Run"
- PhaseOne: - "Broken Chains"
- Professor Green feat. Tori Kelly: - "Lullaby"
- Ram Trilogy: - "Terminal 2"
- Reso & Vent: - "Rumble"
- ROX: - "My Baby"
- ROX: - "No Going Back"
- Seinabo Sey: - "Pretend"
- Soft Toy Emergency: - "Critical"
- Paloma Faith: - "Upside Down"
- Tinie Tempah: - "Pass Out"
- The Wanted: - "I Found You"
- Zeds Dead & Omar LinX: - "Cowboy"
- Zomboy: - "Beast in the Belly"